# Lichenostigma elongatum
Lichenostigma elongatum är en lavart som beskrevs av Père Navarro-Rosinés och Joseph Hafellner. 
Lichenostigma elongatum ingår i släktet Lichenostigma, och familjen Lichenotheliaceae. Arten är reproducerande i Sverige.